# Neno (distrito)

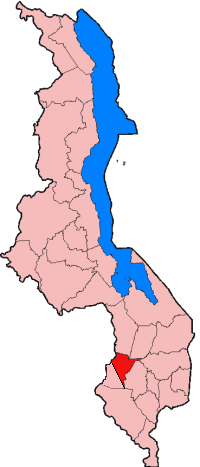
Distrito de Neno

Neno é um distrito na Região Sul do Malawi. O distrito tem uma população de aproximadamente 80.000 habitantes. O Distrito de Mwanza em 2003 foi dividido em dois distritos, Neno e Mwanza, no âmbito do programa de descentralização. 

## Governo e divisões administrativas
Há dois Assembleia Nacional círculos eleitorais em Neno:
- Neno - Norte
- Neno - Sul

Desde a eleição de 2009 ambos os grupos constituintes foram ocupados por membros do Partido Progressista Democrático.